# 特罗丁丹
特罗丁丹（Trollryggen）是沿著罗姆斯达林山谷的特罗丁希（Trolltindene）山脊上的一座山峰。它位于挪威默勒-鲁姆斯达尔郡的賴于馬。特罗丁丹的北面是巨魔之墙的一部分，它是欧洲最高的垂直悬崖。